# Sybille Große
Sybille Große (* 1965 in Ost-Berlin) ist eine deutsche Romanistin. Sie ist seit 2011 Professorin für Romanische Sprachwissenschaft an der Universität Heidelberg.

## Leben
Nach dem Abitur 1983 in Berlin-Friedrichshain studierte sie von 1983 bis 1987 Romanistik und Erwachsenenbildung an der Karl-Marx-Universität Leipzig. Nach der Promotion 1990 an der Universität Leipzig (Morphosyntaktische Untersuchungen zum brasilianischen Portugiesisch anhand von ausgewählten Sprachstrukturen in modernen journalistischen Zeitschriftentexten und literarischen Texten – im Vergleich zum europäischen Portugiesisch) war sie von 1991 bis 2008 wissenschaftliche Assistentin/Mitarbeiterin am Institut für Romanistik der Universität Potsdam. 1992 war sie als Post-Doc mit einem Stipendium des DAAD in Frankreich (Rouen/Paris). Mit der Schrift Les manuels épistolographiques français entre traditions et normes: étude historique XVIe – XXIe siècle habilitierte sie sich 2009 in Potsdam und erhielt die Venia Legendi für Romanischer Philologie. 
Von Oktober 2008 bis März 2011 vertrat sie die W3-Professur Spanische, hispano-amerikanische, portugiesische und brasilianische Sprachwissenschaft am Institut für Romanistik der Universität Leipzig. Einen dauerhafte Berufung auf diese Professur lehnte sie jedoch ab und folgte stattdessen dem Ruf auf die W3-Professur für Romanische Sprachwissenschaft an der Universität Heidelberg, die sie seit September 2011 innehat. Seit September 2023 ist sie stellvertretende Vorsitzende des Deutschen Romanistikverbandes.

## Schriften (Auswahl)
- Eu me preparei, chamei ele e fomos na praia. Corpusanalysen zum Objektpronominagebrauch und zur Präposition nach Verben der Ortsveränderung im brasilianischen Portugiesisch. Frankfurt am Main 1999, ISBN 3-925203-81-8.
- Les manuels épistolographiques français entre traditions et normes. Paris 2017, ISBN 978-2-7453-3489-3.
- als Herausgeberin mit Axel Schönberger: Dulce et decorum est philologiam colere. Festschrift für Dietrich Briesemeister zu seinem 65. Geburtstag. Berlin 1999, ISBN 3-927884-61-8.
- als Herausgeberin mit Axel Schönberger: Ex oriente lux. Festschrift für Eberhard Gärtner zu seinem 60. Geburtstag. Frankfurt am Main 2002, ISBN 3-936132-02-X.
- Gerda Haßler: Der genio da língua in der Geschichte der portugiesischen Grammatikographie. De arte grammatica. Festschrift für Eberhard Gärtner zu seinem 65. Geburtstag. Herausgegeben von Cornelia Döll, Sybille Große, Christine Hundt und Axel Schönberger. Frankfurt am Main: Valentia 2010, S. 199–219, ISBN 978-3-936132-30-4.